# Бхолахат (подокруг)
Бхолахат (бенг. ভোলাহাট, англ. Bholahat) — подокруг на северо-западе Бангладеш. Входит в состав округа Навабгандж. Образован в 1918 году. Административный центр — город Бхолахат. Площадь подокруга — 123,52 км². По данным переписи 1991 года численность населения подокруга составляла 70 507 человек. Плотность населения равнялась 571 чел. на 1 км². Уровень грамотности населения составлял 26,5 %. Религиозный состав: мусульмане — 99 %, индуисты — 1 %.